# Міграції горизонтальні
Міграції горизонтальні, більш-менш регулярно повторювані в часі (як правило, сезонно) і в просторі (від берега до центру водойми і назад) масові переміщення  зоогідробіонтів в пошуках найбільш сприятливих, життєво важливих умов. У помірних і високих широтах на початку теплого сезону року (навесні) багато зоогідробіонтів (більшість  вищих ракоподібних) мігрують адліторально (з глибоких центральних ділянок водойми до берега), а при різкому пониженні температури води і особливо при замерзанні водойми - абліторально (від берега до більш глибоких ділянок водойми).